# Żydyczyn
Żydyczyn (ukr. Жидичин) – wieś na Ukrainie w rejonie łuckim. 1396 mieszkańców.
We wsi znajduje się monaster św. Mikołaja.
Wieś duchowna położona w województwie wołyńskim była własnością archimandrytów żydyczyńskich w 1570 roku.
Do 2020 w rejonie kiwereckim. 